# Peg DHCP

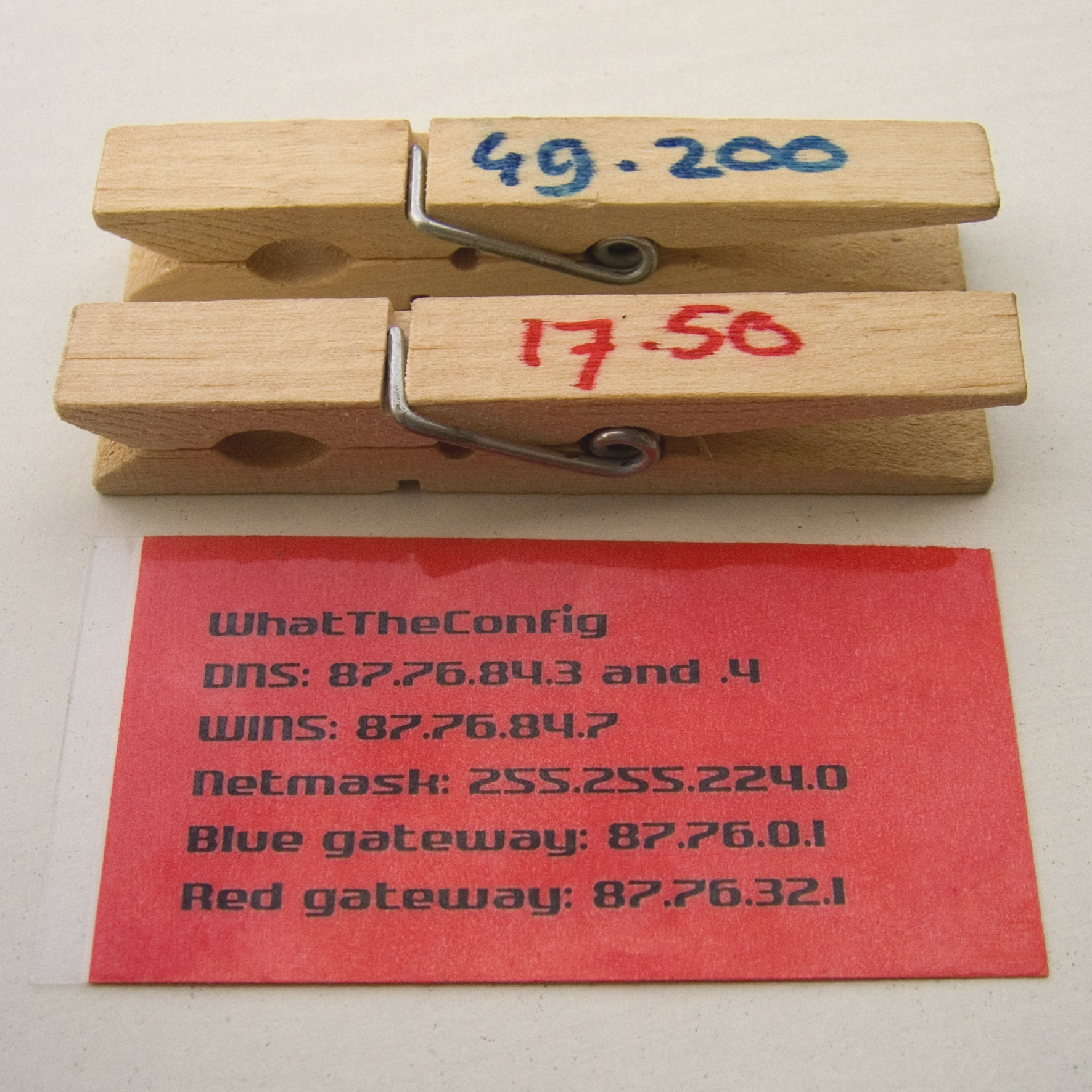
Peg DHCP implementiert: Wäscheklammern und Informationskärtchen von der Veranstaltung What The Hack!

Peg DHCP eine Methode, in einem Local Area Network (LAN) den einzelnen Geräten die richtige Netzwerkkonfiguration ähnlich wie bei DHCP, allerdings mit Hilfe von Wäscheklammern (englisch pegs) zuzuweisen.

## Geschichte
Peg DHCP ist im RFC 2322  beschrieben, der am 1. April 1998 von der Internet Engineering Task Force veröffentlicht wurde und als Aprilscherz gemeint war. Trotzdem wird die Methode tatsächlich erfolgreich in der Praxis genutzt.
Anlässlich der Veranstaltung Hacking In Progress 1997 auf einem Campingplatz in Almere wurde nach einer robusten Lösung gesucht, um identische IP-Adressen mehrerer Teilnehmer zu vermeiden. DHCP mittels eines Servers unter Unix wurde verworfen, weil unerwartete Probleme bei einem Lösungsansatz mit Software für wahrscheinlich gehalten wurden.

## Verfahren
Jede zu vergebende IP-Adresse wird auf eine Wäscheklammer geschrieben, die zur Abholung bereitgehalten wird. Für das gesamte Netz gültige Parameter wie die Netzmaske und die IP-Adresse des Routers werden auf Papier geschrieben und ausgehängt oder als Kopie verteilt. Jeder Parameter wird an jedem einzelnen Gerät separat eingestellt und die Wäscheklammer anschließend am jeweiligen Netzwerkkabel befestigt.
Zum Vorhalten von IP-Adressen sind Wäscheleinen vorgesehen und zur Vergabe von Subnetzen Kleiderbügel. Die Spezifikation umfasst außerdem, wie die Wäscheklammern und Papiere an Brieftauben befestigt werden, um das Verfahren als Internet Protocol over Avian Carriers einzusetzen.

## Sicherheit
Schon bei der Veranstaltung, auf die das Verfahren zurückgeht, gewährleistete es nicht die Sicherheit des Netzes. Ein Teilnehmer hatte seinem Computer die IP-Adresse des Routers zugewiesen und blockierte dadurch den Zugang zum Internet. Dies kann durch eine einfache Verwechslung geschehen, aber mit entsprechender Ausstattung auch für einen Man-in-the-Middle-Angriff genutzt werden.
Bei gutwilliger Anwendung müssen Verwechslungen und Tippfehler beim Einstellen jedes einzelnen Computers ebenso vermieden werden wie Schreibfehler beim Beschriften der Wäscheklammern.

## Anwendungen
Das Verfahren wurde auch bei den Nachfolgeveranstaltungen von Hacking in Progress verwendet. Bei den Chaos Communication Camps und Chaos Communication Congresses wird es regelmäßig neben regulärem DHCP angeboten, da es von vielen Besuchern als eine Art Tradition empfunden wird.
Auch auf anderen Veranstaltungen und Technikkonferenzen, wie z. B. der System Administration and Network Engineering (SANE)-Konferenz, den Linuxdays oder dem LinuxTag wurde oder wird Peg DHCP eingesetzt.